# 尹家镇
尹家镇，是中华人民共和国四川省巴中市恩阳区下辖的一个乡镇级行政单位。2019年12月，撤乡设镇。

## 行政区划
尹家镇下辖以下地区：
尹家铺社区、元岭包村、黄泥包村、下苏村、水磨坝村、大垭口村、尹城寺村和大木山村。